# Leon Reid
Leon Reid (né le 26 juillet 1994 à Bath) est un athlète irlando-britannique (nord-irlandais), qui choisit de représenter l’Irlande en 2018, spécialiste des épreuves de sprint.

## Biographie
Il remporte la médaille d'argent du 200 mètres aux championnats d'Europe juniors 2013 et aux championnats d'Europe espoirs 2015.
En 2018, il décroche la médaille de bronze du 200 m, après disqualification de Zharnel Hughes, lors des Jeux du Commonwealth de 2018, à Gold Coast, devancé par Jereem Richards et Aaron Brown. Il devient le premier athlète Nord-Irlandais à remporter une médaille lors de cette compétition depuis 1990.
Après 2 années d'attente, il est autorisé par l'IAAF le 3 août 2018 à concourir pour le pays de sa mère, l'Irlande. Le 8 août, en demi-finale du 200 m des championnats d'Europe de Berlin, il termine 2e de sa course en 20 s 38 et se qualifie pour la finale. Il termine 7e en 20 s 37.

## Palmarès
| Date | Compétition                   | Lieu       | Résultat | Épreuve | Temps   |
| ---- | ----------------------------- | ---------- | -------- | ------- | ------- |
| 2013 | Championnats d'Europe juniors | Rieti      | 2e       | 200 m   | 20 s 92 |
| 2015 | Championnats d'Europe espoirs | Tallinn    | 2e       | 200 m   | 20 s 63 |
| 2018 | Jeux du Commonwealth          | Gold Coast | 3e       | 200 m   | 20 s 55 |
| 2018 | Championnats d'Europe         | Berlin     | 7e       | 200 m   | 20 s 37 |

## Records
| Épreuve | Temps   | Lieu       | Date             |
| ------- | ------- | ---------- | ---------------- |
| 200 m   | 20 s 27 | Birmingham | 1er juillet 2018 |